# Georgi Staykov
Georgi Staykov (Veliko Tărnovo, 10 agosto 1964) è un attore bulgaro, noto per aver interpretato il personaggio di Alexander Zalachenko, padre della protagonista Lisbeth Salander, nella trilogia cinematografica Millennium.

## Biografia
Staykov vive e insegna recitazione a Stoccolma, con la moglie svedese, una cantante d'opera. Il loro figlio, Albert Nicholas, è nato nel febbraio 2007.

## Filmografia parziale
- Uomini che odiano le donne (2009)
- La ragazza che giocava con il fuoco (2009)
- La regina dei castelli di carta (2009)